# Thermoanaerobaculia
Thermoanaerobaculia es una clase de bacterias gramnegativas del filo Acidobacteriota. Fue descrita en el año 2018. Actualmente contiene un solo orden (Thermoanaerobaculales), una familia (Thermoanaerobaculaceae), un género (Thermoanaerobaculum) y una especie: Thermoanaerobaculum aquaticum. Fue descrita en el año 2013. Su etimología hace referencia a bacteria anaerobia y alta temperatura. El nombre de la especie hace referencia a acuática. Es anaerobia estricta, inmóvil y termófila. Tiene un tamaño de 0,2-0,3 μm de ancho por 3,5-8 μm de largo. A veces puede crecer formando cadenas de 50 μm de largo. Temperatura de crecimiento entre 50-65 °C, óptima de 60 °C. Tiene un genoma de 2,6 Mpb y un contenido de G+C de 62,7%. Se ha aislado de una fuente termal de agua dulce en el parque nacional Hot Springs, Estados Unidos. 